# Топ-модель по-американски
«Топ-модель по-американски» (англ. America’s Next Top Model) — американское телевизионное реалити-шоу, созданное супермоделью Тайрой Бэнкс, выступавшей в качестве исполнительного продюсера, ведущей и главного судьи. Шоу является основоположником франшизы «Топ-модель» (англ. Top Model); на международном уровне было выпущено более пятидесяти версий программы.
В шоу участники соревнуются за звание «Топ-модели по-американски» и возможность начать карьеру в модельном бизнесе. В качестве призов победители, как правило, получали контракт с модельным агентством и разворот в журнале.
Программа выходила с 20 мая 2003 по 10 апреля 2018 года на телеканалах UPN, The CW и VH1. За всё время существования шоу вышло 24 сезона.

## Описание

### Концепция шоу
Каждый сезон шоу состоит из 9—16 эпизодов, в которых принимают участие 10—16 начинающих моделей. Еженедельно их оценивают по внешнему виду, участию в соревнованиях и лучшему снимку с фотосессии. В финале каждого из эпизодов жюри принимает решение об исключении одной из конкурсанток. В некоторых случаях исключают либо оставляют сразу двух худших участниц. Крайне редко участницам предоставляют иммунитет против отчисления. Вторая часть шоу, когда остаётся 5—6 (в некоторых сезонах 7—8) участниц, обычно проходит за пределами США — в Париже, Милане, Токио и других городах. В финальном эпизоде сезона определяется победитель, который получает контракт с модельным агентством, разворот в журнале и другие призы.

### Трансляция и формат сезонов
Первый сезон стартовал 20 мая 2003 года на телеканале UPN. С 2004 года (с 2 по 19 сезон) шоу выходило два раза в год: показ чётных сезонов начинался зимой-весной, нечётных — осенью (кроме 19 сезона, стартовавшего в августе). Такая практика показа продолжалась до 2012 года. 6 сезон стал последним, который транслировался на UPN после закрытия телеканала. На момент показа программа являлась самой рейтинговой на UPN.
С 7 сезона шоу продолжительное время выходило на The CW и стабильно сохраняло высокие рейтинги в 2007—2010 годах. В 2011 году формат программы был несколько изменён — начиная с 17-го, сезоны стали «тематическими», что отражалось в названии каждого из них («Все звёзды», «Парни и девушки» и т. д.). Так, в 17 сезоне участвовали конкурсантки прошлых циклов. В 18 сезоне соревновались участницы из Великобритании (бывшие конкурсантки шоу «Топ-модель по-британски») и США. 19 сезон проходил с участием девушек, на момент съёмок обучавшихся в колледжах и университетах США. В этом же сезоне появилось нововведение — победителей и проигравших могли выбирать сами зрители. Для сохранения интриги во всех фотосессиях фигурировали все конкурсантки, даже те, которые по итогам недели были отчислены. С 2013 года и до окончания показа шоу выходило по одному сезону в год (кроме 2017-го). 20 сезон стал первым за всю историю шоу, в котором наравне с женщинами участвовали мужчины. Такой формат просуществовал до 22 сезона включительно; в последнем в свою очередь было отменено зрительское голосование и возвращено оценивание конкурсантов членами жюри. Также 22 сезон стал последним «тематическим» и финальным, который транслировался на The CW.
В феврале 2016 года было анонсировано возвращение шоу на телеканале VH1. Ранее, в октябре 2015 года, стало известно о закрытии программы после 22 сезонов, однако впоследствии эта информация была опровергнута. 23 сезон стартовал в декабре 2016 года и вернулся к своим истокам — в нём вновь участвовали только женщины. 24 сезон вышел в январе 2018 года с сохранением исключительно женского состава участников, однако было отменено максимальное возрастное ограничение для них. Последний эпизод 24 сезона вышел 10 апреля 2018 года.

### Ведущие и жюри
Ведущей, главным судьёй (за исключением 23 сезона) и исполнительным продюсером шоу являлась супермодель Тайра Бэнкс. Ведущей 23 сезона была британская певица Рита Ора.
В составе жюри, помимо Тайры Бэнкс, присутствовали, как правило, известные персоны из индустрии моды. Судьями были дизайнер Кимора Ли Симмонс (1 сезон), редакторы журналов мод Бо Куиллиан (1 сезон), Эрик Николсон (2 сезон) и Андре Леон Телли (14—17 сезоны), модели Дженис Дикинсон (1—4 сезоны), Твигги (5—9 сезоны), Полина Поризкова (10—12 сезоны) и Эшли Грэм (23—24 сезоны), модный критик Келли Катрон (18—22 сезоны). Продолжительное время постоянными членами жюри являлись фотограф Найджел Баркер (2—18 сезоны) и тренер подиума Джей Александр (5—13, 21—22 сезоны). С 1 по 18 сезон креативным режиссёром фотосессий начинающих моделей выступал Джей Мануэль. В 19—20 сезонах его место занял Джонни Вуджек, в 21—22 сезонах — Ю Тсай, в 23—24 сезонах — Дрю Эллиотт.

## Показ в России
Премьерный показ десятого сезона шоу в России прошёл на канале Муз-ТВ в период с 1 по 19 февраля 2010 года. Шоу получило название «Топ-модель по-американски». Первые сезоны проекта также были показаны на канале Sony Entertainment Television.

### Русские версии
Первая русская версия шоу транслировалась с 2004 по 2007 год на телеканале СТС под названием «Ты — супермодель», её ведущим стал Фёдор Бондарчук. В 2010 году телеканал Муз-ТВ запустил в разработку собственную версию шоу — «Топ-модель по-русски». Премьерный показ состоялся 3 апреля 2011 года, в качестве ведущей была выбрана Ксения Собчак (1—3 сезон). Почётным гостем первого сезона стала Дженис Дикинсон, одна из бывших судей «Топ-модели по-американски». 4 сезон снимался во Франции, а его ведущей была русская супермодель Ирина Шейк. В роли судьи участвовал тренер подиума Джей Александр. 5 сезон под названием «Топ-модель по-русски. Международный сезон» вновь проходил в России. Ведущей стала российско-итальянская модель и актриса Наталья Стефаненко.

## Сезоны
| Сезон | Дата премьеры    | Победитель(ница)                         | Финалист(ка)                                     | Остальные участницы и участники в порядке выбывания | Количество участников(иц) | Путешествие            |
| ----- | ---------------- | ---------------------------------------- | ------------------------------------------------ | --- | ------------------------- | ---------------------- |
| 1     | 20 мая 2003      | Эдрианн Карриангл. Adrianne Curry        | Шеннон Стюартангл. Shannon Stewart               | Тесса Карлсон, Кэти Клири, Николь Панаттони, Эбони Хайт, Жизель Самсон, Кесси Уоллес, Робин Мэннинг, Элис Сьюэлл | 10                        | Париж                  |
| 2     | 13 января 2004   | Йоанна Хаусангл. Yoanna House            | Мерседес Шельба-Шортангл. Mercedes Scelba-Shorte | Анна Брэдфилд, Бетани Харрисон, Хэзер Блумберг, Жаниша Чакос, Ксиомара Франс, Кэти Андерсон, Сара Рэйси-Табризи, Камилла Макдональд, Эйприл Уилкнер, Шанди Салливан                                                 | 12                        | Милан                  |
| 3     | 22 сентября 2004 | Эва Пигфордангл. Eva Pigford             | Яя Дакостаангл. Yaya DaCosta                     | Магдалена Ривас, Лиа Дэрроу, Джули Энн Титус, Кристи Громмет, Дженнифер Фрост, Келли Джейкоб, Кэсси Гришэм, Токкара Джонс, Николь Борад, Норель Ван Херк, Энн Маркли, Аманда Своффорд                               | 14                        | Монтего-Бей Токио      |
| 4     | 2 марта 2005     | Наима Мораангл. Naima Mora               | Келен Рондо англ. Kahlen Rondot                  | Брита Петерсонс, Сара Дэнклмен, Брэнди Рашер, Ноэлль Стаггерс, Луви Гомес, Ребекка Эпли и Тиффани Ричардсон, Татьяна Данте, Мишель Дейтон, Кристина Мерфи, Бриттани Брауэр, Кинья Хилл                              | 14                        | Кейптаун               |
| 5     | 21 сентября 2005 | Николь Линклеттерангл. Nicole Linkletter | Ник Пэйс англ. Nik Pace                          | Эшли Блэк, Эбони Тейлор, Кассандра Уайтхед, Сара Родес, Диана Эрнандес, Корин Уойтел, Кайли Кавана, Лиза Д’Амато, Ким Штольц, Джейла Рубинелли, Бри Скалларк                                                        | 13                        | Лондон                 |
| 6     | 8 марта 2006     | Даниэль Эвансангл. Danielle Evans        | Джоан Доддсангл. Joanie Dodds                    | Кэти Хоксит, Венди Уилтц, Кэри Шмидт, Джина Чоу, Молли Сью Стинис-Гонди, Лесли Менча, Брук Старича, Ненна Агба, Фаронда Брэсфилд, Сара Альберт, Джейд Коул                                                          | 13                        | Бангкок                |
| 7     | 20 сентября 2006 | Кэриди Инглишангл. CariDee English       | Мелроуз Бикерстаффангл. Melrose Bickerstaff      | Кристиан Эванс, Меган Моррис, Моник Калхун, Мегг Моралес, Эйджей Стюарт, Брук Миллер, Анчал Джозеф, Джеда Янг, Мишель Бабин, Аманда Бабин, Юджина Вашингтон                                                         | 13                        | Барселона              |
| 8     | 28 февраля 2007  | Жаслин Гонсалесангл. Jaslene Gonzalez    | Наташа Галкина англ. Natasha Galkina             | Кэтлин Дужур, Саманта Фрэнсис, Кассандра Уотсон, Фелиция Провост, Диана Залевски, Сара Вондерхаар, Уитни Каннингем, Джейл Штраусс, Бриттани Хэтч, Дионн Уолтерс, Рене Элуэй                                         | 13                        | Сидней                 |
| 9     | 19 сентября 2007 | Салиша Стауэрсангл. Saleisha Stowers     | Шантал Джонсангл. Chantal Jones                  | Мила Бузинова, Кимберли Лиманс, Виктория Маршман, Джанет Миллс, Эбони Морган, Сара Хартшорн, Эмбрил Уильямс, Лиза Джексон, Хэзер Кузмич, Бьянка Голден, Джена Дусетт                                                | 13                        | Шанхай и Пекин         |
| 10    | 20 февраля 2008  | Уитни Томпсонангл. Whitney Thompson      | Аня Коп англ. Anya Kop                           | Кимберли Рыдзевски, Аталия Слэйтер, Эллисон Кюн, Эмис Дженкинс, Марвита Вашингтон, Эйми Райт, Клэр Унабия, Стэйси-Энн Фекьер, Лорен Аттер, Катаржина Долинска, Доминик Рейгард, Фатима Сиад                         | 14                        | Рим                    |
| 11    | 3 сентября 2008  | Макки Салливанангл. McKey Sullivan       | Саманта Поттерангл. Samantha Potter              | Шарон Браун, Никиша Кларк, Бриттани Рубалькаба, Ханна Уайт, Айсис Кинг, Кларк Гилмер, Лорен Бри Хардинг, Жослин Пенниуэлл, Шина Сакаи, Элина Иванова, Марджори Конрад, Анали Типтон                                 | 14                        | Амстердам              |
| 12    | 4 марта 2009     | Тейона Андерсонангл. Teyona Anderson     | Эллисон Гарвардангл. Allison Harvard             | Изабелла Фолк, Джессика Сантьяго, Нижа Харрис, Кортни Коулс, Сандра Нянчока, Талия Брукинс, Лондон Левай-Нэнс, Натали Пак, Фо Портер, Селия Аммерман, Амина Айинде                                                  | 13                        | Сан-Паулу              |
| 13    | 9 сентября 2009  | Николь Фоксангл. Nicole Fox              | Лора Киркпатрикангл. Laura Kirkpatrick           | Лиза Рамос, Рэйчел Экельбергер, Кортни Дэвис, Лулу Брейтуэйт, Бьянка Ричардсон, Эшли Ховард, Кара Винсент, Рэй Вайс, Бриттани Маркерт, Сандэй Лав, Эрин Вагнер и Дженнифер Эн                                       | 14                        | Гавайи                 |
| 14    | 10 марта 2010    | Криста Уайтангл. Krista White            | Рейна Хейнангл. Raina Hein                       | Габриэль Нири, Надуа Ражли, Рэн Воукс, Симона Льюис, Татьяна Керн, Бренда Аренс, Энсли Пэйн-Франклин, Элейша Баллард, Джессика Серфати, Анджела Престон и Александра Андервуд                                       | 13                        | Окленд                 |
| 15    | 8 сентября 2010  | Энн Уордангл. Ann Ward                   | Челси Херслиангл. Chelsey Hersley                | Анамария Мирдита, Терра Уайт, Сара Блэкамор, Рианна Этвуд, Лекси Томчек, Кейси Леггетт, Кендал Браун, Эстер Петрак, Лиз Уильямс, Крис Уайт, Джейн Рэндалл и Кайла Феррел                                            | 14                        | Венеция и Милан        |
| 16    | 23 февраля 2011  | Бриттани Клайнангл. Brittani Kline       | Молли О’Коннеллангл. Molly O'Connell             | Ангелия Альварес, Ондри Эдвардс, Николь Лукас, Доминик Уолдрап, Сара Лонгория, Далия Морроу, Моник Уэйнгарт, Микаэла Шипани, Жаклин Пул, Кейша Пилевич, Александрия Эверетт, Ханна Джонс                            | 14                        | Марракеш               |
| 17    | 14 сентября 2011 | Лиза Д’Аматоангл. Lisa D'Amato           | Эллисон Гарвардангл. Allison Harvard             | Бриттани Брауэр, Шина Сакаи, Айсис Кинг, Камилла Макдональд, Бри Скалларк, Кайла Феррел и Бьянка Голден, Александрия Эверетт, Шеннон Стюарт, Доминик Рейгард, Лора Киркпатрик, Анджела Престон                      | 14                        | Крит                   |
| 18    | 29 февраля 2012  | Софи Самнерангл. Sophie Sumner           | Лора Лафрейтангл. Laura LaFrate                  | Жасмиа Робинсон, Мэрайя Уотчмен, Луиза Уоттс, Кендэс Смит, Эшли Браун, Азмари Ливингстон, Кайл Гобер, Симон Коэн-Фобиш, Кэтрин Томас, Эбони Дэвис и Алиша Уайт, Аннализ Дейз                                        | 14                        | Торонто Макао Гонконг  |
| 19    | 24 августа 2012  | Лора Джеймсангл. Laura James             | Киара Беленангл. Kiara Belen                     | Джесси Рабидо, Мария Такер, Дэриан Эллис, Дэстини Страдвик, Ивонн Паулес, Алисса Вуелма, Бриттани Браун, Виктория Хенли, Кристин Кагай, Настасья Скотт, Лейла Голдкул                                               | 13                        | Очо-Риос и Монтего-Бей |
| 20    | 2 августа 2013   | Джордан Миллерангл. Jourdan Miller       | Марвин Кортесангл. Marvin Cortes                 | Бьянка Алекса и Крис Шелленджер, Клиа Рамирес, Майк Скокоцца, Канани Андалуз, Джиана Дэвис, Фил Салливан, Александра Агро, Дон Бенджамин, Нина Бёрнс и Джереми Ромер, Рене Бхагвандин и Крис Эрнандес, Кори Хиндорф | 16                        | Бали                   |
| 21    | 21 августа 2014  | Кит Карлосангл. Keith Carlos             | Уилл Джарделлангл. Will Jardell                  | Айви Тимлин, Ромео Тостадо, Бен Шрин, Кари Калхун, Мэттью Смит, Дензел Виллс, Мирьяна Пухар, Рэйлия Льюис, Шантель Браун-Янг, Шай Фэн, Ленокс Тиллман, Адам Смит                                                    | 14                        | Сеул                   |
| 22    | 5 августа 2015   | Найл Димаркоангл. Nyle DiMarco           | Мамэ Эджейангл. Mame Adjei                       | Делани Дисчерт, Стефано Черчилль, Ава Капра, Эшли Молина, Кортни Дюперо и Бейжо Санчез, Джастин Ким, Дастин Макнир, Хадасса Ричардсон, Дэвин Кларк, Майки Хеверли и Лейси Роджерс                                   | 14                        | Лас-Вегас              |
| 23    | 12 декабря 2016  | Индия Гантсангл. India Gants             | Татьяна Прайсангл. Tatiana Price                 | Джастин Битикон, Чериш Уотерс, Джиа Хардман, Крислиан Родригес, Кайл Маккой, Бинта Дибба, Марисса Хопкинс, Пейдж Мобли, Таш Уэллс, Коди Уэллс, Кортни Нельсон, Кориэнн Робертс                                      | 14                        | Нет                    |
| 24    | 9 января 2018    | Кила Колманангл. Kyla Coleman            | Джина Тёрнерангл. Jeana Turner                   | Мэгги Китинг, Ивана Томас, Лиз Вудбери, Риан Кэррeкер, Кора Фолл, Либерти Нетушил, Кристина Макдональд, Сандра Шехаб, Брэнди Кей Сейнер, Эрин Грин, Джина Тернер, Рио Саммерc, Шанис Кэрролл, Кристиана Казакова    | 15                        | Нет                    |

## Критика

### Отзывы
Главный редактор Yahoo! Shine Дженнифер Ромолини критиковала шоу за жестокость и элементы унижения в отношении участниц, а также за «безжалостные» комментарии судей в их адрес, «вызывающие передёргивание». По её мнению, программа «оскорбляет и деградирует молодых женщин». Кроме того, Ромолини неодобрительно отзывалась о концепции шоу, где конкурсантам и женщинам-зрителям демонстрируется нереалистичное представление о жизни в качестве модели и «поддержка расширения прав, возможностей и женской силы, а затем вынуждение участниц фигурировать в неловких сценариях, далеко выходящих за рамки реального моделирования». Одним из таких сценариев был случай, когда двух финалисток 12 сезона «заставили носить бикини настолько откровенно, что продюсерам пришлось размыть ягодицы Эллисон Гарвард», затем они провели «жутко сексуальную грязевую драку», после которой участницу и победительницу Тейону Андерсон «похвалили за то, что она взяла своё плетение в руку и взмахнула им на подиуме, как сексуальным боа из перьев».
Телевизионный критик Мелани Макфарланд неблагоприятно сравнивала «Топ-модель по-американски» с American Idol, посоветовав «отбросить мечты о подиуме и взять уроки пения», в качестве примера приведя участницу музыкального конкурса Дженнифер Хадсон. Само шоу Макфарланд раскритиковала за «тупость» и превращение в самопародию, отметив, что с каждым сезоном «мечты о карьере в сфере высокой моды становятся всё более тусклыми».
Эд Гонсалес из Slant Magazine описал шоу как «еженедельный вызов индустрии моды от ведущей Тайры Бэнкс» и отметил роль расовой политики программы для «большего привлечения» темнокожих женщин. В целом он оставил положительный отзыв о проекте, назвав его «забавным», «захватывающим» и «возможно, лучшим реалити-шоу на сетевом телевидении».

### Резонансные эпизоды
СМИ обратили внимание, что в 8 сезоне большинство девушек были заядлыми курильщицами. Продюсер шоу Кен Мок заявил: «Мы с Тайрой понимаем, какое влияние „Топ-модель“ оказывает на поколение молодых людей, и хотим убедиться, что донесли правильное сообщение до нашей аудитории». В связи с этим следующий 9 сезон был объявлен «зелёным».
После победы участницы 9 сезона Салиши Стауэрс стало известно, что до шоу девушка снималась в рекламе фастфуда Wendy’s, а также появлялась на подиуме в 6 сезоне и в одном из эпизодов «Шоу Тайры Бэнкс». Это противоречило правилам шоу, согласно которым конкурсант не должен выступать моделью в национальной кампании в течение пяти лет, предшествующих его участию в сезоне шоу. The CW сообщила, что знала о съёмках Стауэрс в ролике, однако «после просмотра рекламы было установлено, что её внешность не соответствует „модельному“ опыту и поэтому не исключает её участия в шоу».
После съёмок 10 сезона на продюсеров шоу был подан иск от Майкла Марвизи, лофт которого использовался в качестве дома топ-моделей. В иске утверждалось, что участницы и съёмочная группа причинили ущерб лофту на сумму около 500 000 долларов. По словам Марвизи, им были обнаружены дыры в стенах, повреждённая ванная комната, разбитая люстра стоимостью 15 000 долларов и затопленный этажом ниже магазин электроники, понёсший потери в 90 000 долларов. Кроме того, производственную бригаду обвинили в порче пола и проделывании отверстий в потолке для осветительного оборудования.
Шоу критиковалось за то, что во время съёмок участницы подвергались сексуальным домогательствам. Например, в 4 сезоне продюсеров шоу обвинили в бездействии после того, как участница Кинья Хилл стала объектом приставаний со стороны мужчины-модели, когда он гладил внутреннюю часть её бедра, стонал в ухо, фотографировал и требовал номер телефона девушки. В 15 сезоне конкурсантку Кайлу Феррел, подвергшуюся насилию в детстве, против её желания заставляли сниматься в рекламе с поцелуем мужчины, а затем принуждали участвовать в других фотосессиях с парнями-моделями. В 16 сезоне участница Моник Уэйнгарт подверглась навязчивому ухаживанию со стороны поклонника, в результате чего она вынужденно поцеловала его в щёку. Конкурсантку раскритиковал Джей Александр, заявив, что это может привести к «сталкингу», при этом не учтя факт давления мужчины на девушку.

## Будущее
После окончания 24 сезона в СМИ появлялись сообщения о вероятном продлении шоу ещё на один цикл. К маю 2019 года, через год по прошествии последнего сезона, телеканал VH1 официально не объявлял о продолжении или окончании шоу. В феврале 2020 года Тайра Бэнкс выразила заинтересованность в 25 сезоне: «Мы сделали 24 сезона „Топ-модели по-американски“, и я чувствую, что мы должны закончить как минимум на 25-м». В других интервью Бэнкс заявила, что новый сезон находится на стадии планирования, однако последующей информации о выходе шоу не поступало.